# Индустриальный туризм
Индустриальный (промышленный) тури́зм (англ. Industrial tourism) — вид городских исследований и направление в туристическом бизнесе, включающее в себя промышленные объекты, часто характерные для конкретного места.

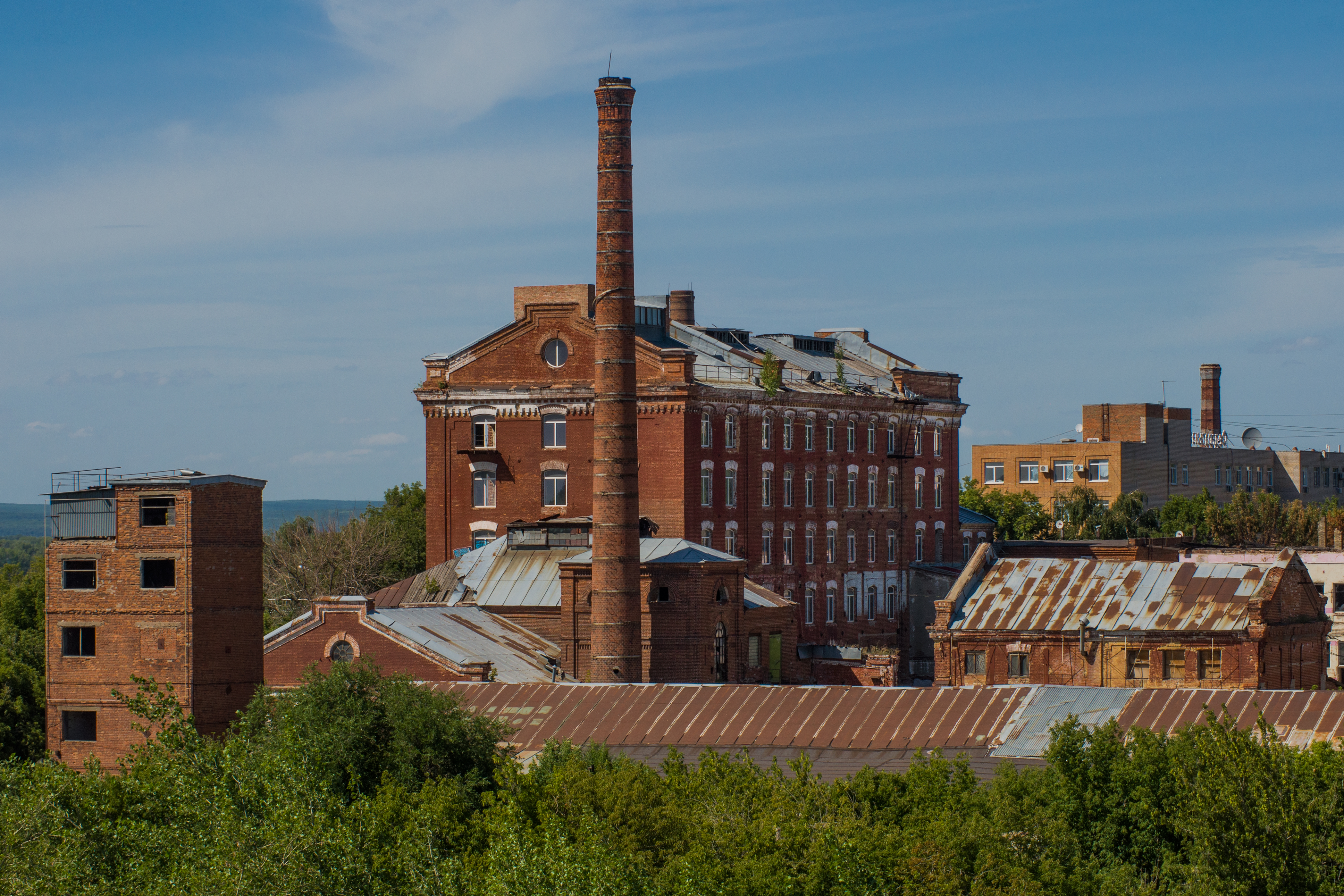
Заброшенное предприятие в Самаре

## История
Данная туристическая концепция — не нова, так как ещё в XX веке включала в себя винные туры во Францию, посещение сыроваров в Нидерландах или производство виски Джек Дэниелс в американском штате Теннесси. В последнее время вырос спрос на такие туры, включающие как объекты промышленного наследия, так и современной промышленности. Появились международные организации: International Committee for the Conservation of the Industrial Heritage, Society for Industrial Archeology и Association for Industrial Archaeology.

## Цели
В зависимости от предпочтения людям нравится видеть и испытывать эстетическое удовольствие от исторических и современных промышленных объектов и технологических процессов, на них применяющихся. На восприятие привлекательности также влияет способность различных городов и местностей создавать специальные туристические пакеты, отражающие их промышленный имидж и/или индивидуальность. Во время экскурсий туристы посещают предприятия, часто являющиеся символическими для какой-то местности. Их привлекают знакомство как с продуктами предприятия, так и техпроцессами для их производства, например, производство стали и добыча угля, выращивание кофе и бананов, производство вина или сыра. Немаловажное значение при этом имеют известные бренды и предметы ручной работы, которые можно приобрести.
Наиболее предпочтительными направлениями промышленного туризма являются города и регионы с солидной промышленной базой, особенно в Западной Европе. Аналогичная тенденция стала проявляться в странах Центральной Европы. Большой туристический интерес проявляется к прекратившим существование предприятиям, ставшим историей, иногда вошедшими в объекты ЮНЕСКО. Важными условиями для потенциала индустриального туризма являются расположение объектов (транспорт, инфраструктура, окружающая среда), доступ к достопримечательностям (стоимость, услуги, квалифицированные гиды), доступность информации об объекте (маркетинг и реклама).

## Виды индустриального туризма

### Сталкерство

Заброшенный дом

Одним из наиболее распространённых видов индустриального туризма является сталкерство — посещение покинутых, заброшенных объектов. Сталкерство, к слову, может быть как индустриальным (заброшенные заводы и промзоны), так и неиндустриальным (оставленные жилые дома, пришедшие в упадок церкви, больницы, школы), а также крупным (покинутые районы и даже города (так называемые города-призраки: например, Адуляр, Моховое, Припять, Чернобыль, Колендо, Кадыкчан). 
Сталкерские походы часто сопряжены с опасностями (угрозу могут представлять, например, обрушение конструкций, радиация, асбест, использовавшийся для многих инженерных конструкций, и вообще химические загрязнения). Зачастую объекты являются охраняемыми, что тоже препятствует свободному посещению. 
В большинстве случаев целью такого туризма является получение созерцательного удовольствия. Многие такие исследователи увлекаются фотографией, передающей эстетику таких мест.
Большинство сталкеров стараются не афишировать местоположение обнаруженных объектов (на сленге — «палить» объект), полагая, что таким образом можно привлечь к себе внимание со стороны правоохранительных органов, вызвать слишком большой наплыв мародёров или бездомных, которые, как правило, оставляют после себя беспорядок, из-за чего объекты приходят в упадок: изрисованные стены, выбитые окна, проломанные или снятые с петель двери, мусор, полностью вынесенные металлические предметы, вплоть до дверных ручек. Это снижает интерес к локациям у других сталкеров.

### Инфильтрация

Заводское «нутро»

Инфильтрация — это проникновение на охраняемые территории, действующие промышленные зоны и зоны, не созданные для нахождения в них людей. Этот вид индустриального туризма наиболее экстремальный и требует серьёзной подготовки, экипировки и высокого уровня авантюризма, так как связан с серьёзными опасностями. Часто такая деятельность сопряжена с нарушением законов, что порой только больше привлекает искателей приключений, а надписи на табличках вроде «посторонним вход запрещён», «запретная зона», «выхода нет», «пожарный выход», «предъяви пропуск», «опасность, не входить» или же «стой, стреляю!» становятся прямыми указаниями к действию. Главная цель таких походов — это обычно стимуляция выброса адреналина и получение особого психического удовлетворения от посещения зон с ограниченным доступом.

### Диггерство

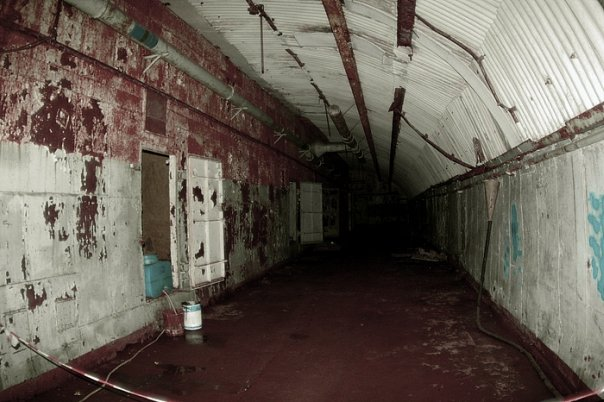
В тоннеле

Слово «диггерство» происходит от слова «диггер» (англ. to dig — копать) — так себя называют люди, занимающиеся исследованиями подземных сооружений. Предметом особого интереса многих диггеров являются бункеры, а также поиск спецлиний Метро-2 и т. н. станций-призраков. Этот вид индустриального туризма также требует серьёзной физической подготовки и специальной экипировки. Не стоит путать диггерство со спелестологией, целью которой является исследование штолен, каменоломен и катакомб. Диггерство является опасным увлечением.

### Коммерческий индустриальный туризм

Экскурсия на Кировский завод

Многие люди далеки от желания активно исследовать объекты и нелегально проникать на их территорию и удовлетворяются созерцанием индустриальных пейзажей и объектов промышленной архитектуры со стороны или экскурсиями на действующие объекты промышленности. Для них организовываются специальные туры в разные города мира. В России этот вид туризма развит слабо, в отличие от стран Европейского союза и Северной Америки, где он имеет весьма широкое распространение.
Также существуют специальные туры для бизнесменов, интересующихся промышленностью и находящихся в поиске выгодного вложения средств в производство. Такой вид туризма также называют индустриальным.

## Индустриальная археология
«Индустриальная археология» как академический предмет исследует взаимовлияния изменений, происходящих в промышленности и технологии, с одной стороны, и общества в целом, с другой. Другая задача — сохранение материальных свидетельств индустриального развития. За рубежом существуют кафедры индустриальной археологии при университетах, например в Мичиганском технологическом университете (США) и в Бирмингемском университете (Великобритания). В России также ведутся подобные исследования. В частности, в Институте истории и археологии УрО РАН и в Уральской государственной архитектурно-художественной академии. Понятно, что полевая работа археологов связана с экспедиционной и туристической деятельностью. Зачастую, исследования археологических слоев в центре мегаполисов связаны со спасательными раскопками.